# Paryphostomum huaccaci
Paryphostomum huaccaci es una especie de platelminto trematodo de la familia Echinostomatidae. Es parásita de Cathartes aura, un ave Cathartiformes de la familia Cathartidae, oriunda de América.

## Descripción
P. huaccaci es un tremátodo Es parásita de Cathartes aura, de cuerpo alargado, de entre 2.925 a 3.341 mm de largo y de 1.001 a 1.170 mm de ancho. Se distingue de otras especies congenéricas por la presencia de 28 espinas en el disco peristómico.
Posee boca en forma triangular, testículos muy agrandados divididos en 5 a 7 lóbulos y un ovario redondeado en posición pretesticular y postacetabular, con un útero corto. Los huevos de esta especie tienen unas dimensiones de 0.093×0.050 mm.

## Sistemática
La especie fue descrita en 1974 por el parasitólogo peruano Nicanor Ibáñez Herrera, en base a material recolectado a partir del tubo digestivo de un ejemplar de Cathartes aura jota, capturado en 1969.
El género Paryphostomum fue descrito en 1909 por E. Dietz, quien asignó a P. radiatum (=Distoma radiatum Dujardin, 1845) como especie tipo. El género agrupa tremátodos que parasitan aves. Por otra parte, el nombre específico huaccaci, es en referencia a Yáhuar Huácac, séptimo inca.

### Controversia
Kostadinova, Vaucher y Gibson (2002) han expresado dudas sobre el estado de conservación de los ejemplares recolectados, proponiéndolo a P. huaccaci como species inquirenda, a la espera de un redescripción del holotipo, para confirmar la válidez de la especie.
Por otra parte, también existen dudas sobre la válidez del género Paryphostomum, siendo considerado en ocasiones como un sinónimo de Petasiger.